# Mamba-verde-ocidental
A mamba-verde-ocidental (Dendroaspis viridis) é uma cobra arborícola comprida, fina e venenosa originária do Oeste de África incluindo a Libéria e a Costa do Marfim. Possui grandes escamas verdes contornadas de negro, podendo crescer até dois metros de comprimento. As escamas da cauda são amarelas e contornadas a negro. É principalmente diurna, mas pode ser activa à noite também. O seu habitat é a floresta tropical. As suas presas naturais incluem aves, lagartos e mamíferos. Dois parentes muito próximos são a mamba-verde-oriental e a mamba-negra.
A mamba-verde-ocidental tem umas das picadas de cobras mais letais perdendo só para a mamba-negra